# Alice Lesur
Alice Lesur, de soltera Thiboust; Alice Thiboust-Lesur (París, 13 de maig, 1881 - Idem. 14 d'agost, 1980), va ser una compositora francesa.
Alice va estudiar amb Charles Tournemire, que va dir que era una músic brillant i la seva millor alumna. Va ser reconeguda com a compositora i les seves obres van aparèixer impresa. Una Offertoire en la mineur per a orgue, que va compondre el 1915 com a infermera a Beauvais durant la Primera Guerra Mundial, va ser estrenada el 2018 per Carolyn Shuster Fournier, organista de la catedral de Soissons. Alice Lesur és la mare de l'organista i compositor Jean-Yves Daniel-Lesur.